# Gmina Michałowice (Powiat Krakowski)
Die Gmina Michałowice ist eine Landgemeinde im Powiat Krakowski der Woiwodschaft Kleinpolen in Polen. Ihr Sitz ist das gleichnamige Dorf mit etwa 3000 Einwohnern.

## Gliederung
Zur Landgemeinde (gmina wiejska) Michałowice gehören folgende Dörfer und Schulzenämter:
Górna Wieś
Kończyce
Kozierów
Książniczki
Masłomiąca
Michałowice I
Michałowice II
Michałowice III
Młodziejowice
Pielgrzymowice
Prawda
Raciborowice
Sieborowice
Więcławice
Wilczkowice
Wola Więcławska
Zagórzyce
Zdziesławice
Zerwana
Weitere Ortschaften der Gemeinde sind Firlejów und Zagórzyce Stare.